# Nephrolepis serrata
Nephrolepis serrata là một loài dương xỉ trong họ Nephrolepidaceae. Loài này được Schott mô tả khoa học đầu tiên..
Danh pháp khoa học của loài này chưa được làm sáng tỏ. 